# Tetraopes
Genre
Tetraopes est un genre d'insectes coléoptères qui comprend 24 espèces en Amérique centrale et Amérique du Nord, du Guatemala au Canada.

## Liste d'espèces
Selon NCBI (29 mai 2011) :
- Tetraopes annulatus
- Tetraopes basalis
- Tetraopes discoideus
- Tetraopes femoratus
- Tetraopes mandibularis
- Tetraopes melanurus
- Tetraopes pilosus
- Tetraopes quinquemaculatus
- Tetraopes sublaevis
- Tetraopes tetraophtalmus
- Tetraopes texanus
- Tetraopes umbonatus
- Tetraopes varicornis

Selon ITIS (29 mai 2011) :
- Tetraopes annulatus LeConte, 1847
- Tetraopes basalis LeConte, 1852
- Tetraopes crassus Chemsak & Noguera, 2003
- Tetraopes crinitus Chemsak & Noguera, 2003
- Tetraopes discoideus LeConte, 1858
- Tetraopes femoratus LeConte, 1847
- Tetraopes linsleyi Chemsak, 1963
- Tetraopes mandibularis Chemsak, 1963
- Tetraopes melanurus Schoenherr, 1817
- Tetraopes pilosus Chemsak, 1963
- Tetraopes quinquemaculatus Haldeman, 1847
- Tetraopes skillmani Chemsak & Noguera, 2003
- Tetraopes sublaevis Casey, 1913
- Tetraopes tetrophthalmus (Forster, 1771)
- Tetraopes texanus Horn, 1878
- Tetraopes thermophilus Chevrolat, 1861